# Andrzej Kostyra
Andrzej Kostyra (ur. 1950 roku w Rykach) – polski dziennikarz i komentator sportowy, specjalizujący się w boksie i futbolu amerykańskim.

## Życiorys
Karierę dziennikarską zaczynał w latach 90. XX wieku w TVP. Był korespondentem Telewizji Polskiej na igrzyskach olimpijskich w Barcelonie w 1992 roku. Podczas tej imprezy relacjonował zmagania bokserskie.
W latach 1999–2001 pracował dla pierwszej polskiej telewizji poświęconej w całości sportowi, Wizji Sport. Skomentował też pierwszą w historii tej stacji galę boksu zawodowego.
W kolejnych latach pracował między innymi dla stacji TVN, pisał też dla „Przeglądu Sportowego”. Obecnie jest szefem działu sportowego w „Super Expressie” i komentatorem walk bokserskich w Polsacie Sport.
Od listopada 2017 roku prowadzi kanał na YouTube o tematyce bokserskiej – KOstyra SE.
Jest ojcem Justyny Kostyry byłej dziennikarki sportowej Polsat Sport, Viaplay, obecnie TVN.

## Publikacje
- Walki Stulecia. Bohaterowie wielkiego boksu, Wydawnictwo SQN, Kraków 2017